# Birgit Benkhoff
Birgit Benkhoff (* 15. August 1945 in Thüringen) ist eine deutsche Professorin für Betriebswirtschaftslehre.

## Leben
Sie studierte von 1984 bis 1988 Volkswirtschaftslehre, Industrial Relations und Human Resource Management an der London School of Economics. Zwischen 1991 und 1998 arbeitete sie hier als Hochschullehrerin in Industrial Relations and Personel Management. Im Jahr 1994 promovierte Benkhoff zum Thema Corporate Commitment. Im Jahr 1998 folgte sie einem Ruf an die Technische Universität Dresden, wo sie bis 2009 als Professorin und Inhaberin des Lehrstuhls für Betriebswirtschaftslehre (insbesondere Personalmanagement) an der Fakultät Wirtschaftswissenschaften wirkte.
Ihr Forschungsinteresse galt dabei unter anderem den Arbeitsbedingungen und Auswirkungen atypischer Beschäftigung sowie der Trennung von Mitarbeitern und Organisation. Ferner beschäftigte sie sich mit Akzeptanzprognosen von Flexibilisierungsmaßnahmen und den Auswirkungen von Unternehmensnetzwerken auf das Personalmanagement.

## Publikationen (Auswahl)

### Herausgeberschaft
- mit Thomas Güther, Winfried Hacker, Klaus Scheuch, Martin Schmauder (Hrsg.): Ökonomischer Arbeitsschutz durch Benchmarking. TUDpress, Dresden 2010, ISBN 978-3-86780-166-9.
- mit Martin Engelien, Klauß Meißner, Peter Richter (Hrsg.): Erfolg beim Management virtueller Organisationen – durch Frühwarnung Risiken vermeiden. Kohlhammer, Stuttgart 2011, ISBN 978-3-17-020121-7.

### Artikel
- mit Angela Huhle, Klaus Kühn: Erklärungsansätze für die Mitarbeiterzufriedenheit mit Arbeitszeitregelungen In: Dresdner Beiträge zur Betriebswirtschaftslehre 54/01, 2001.
- mit Dana Mallmann: Fluktuationsneigung und Leistungsmotivation von Mitarbeitern beim Outsourcing In: Dresdner Beiträge zur Betriebswirtschaftslehre 77/01, 2003.
- mit Vicky Hermet: Zur Verbreitung und Ausgestaltung geringfügiger Beschäftigung im Einzelhandel. Eine explorative Studie aus der Perspektive von Management und Beschäftigten In:  Industrielle Beziehungen : Zeitschrift für Arbeit, Organisation und Management, 15/01, S. 5–31.
- mit Marta Majewska, Grit Krause-Jüttler: Qualitative Evaluation eines Selbstbewertungs- und Benchmarkingtools zum Präventiven Arbeits- und Gesundheitsschutz (PAGS) in Unternehmen In: Dresdner Beiträge zur Betriebswirtschaftslehre 152/01, 2010.